# Huasco
Huasco – miasto i gmina w północnym Chile, w regionie Atakama, w prowincji Huasco, położone nad Oceanem Spokojnym, u ujścia rzeki Huasco.
Miasto stanowi najważniejszy port morski w regionie.

## Geografia

### Położenie
Gmina Huasco położona jest w południowo-zachodniej części regionu Atakama, w zachodniej części prowincji o tej samej nazwie. Jest najmniejszą powierzchniowo z 4 gmin tworzących prowincję. Zajmuje powierzchnię 1 601,4 km².
Graniczy z 3 gminami:
- Copiapó od północy,
- Freirina od wschodu,
- Freirina i Vallenar od południa.

Od zachodu gminę ograniczają wody Oceanu Spokojnego.
Miasto Huasco położone jest w południowej części gminy o tej samej nazwie, u ujścia rzeki Huasco do Oceanu Spokojnego. Znajduje się w odległości 191 km na południowy zachód od Copiapó – stolicy regionu i 50 km na zachód od stolicy prowincji Vallenar.

### Klimat
Według klasyfikacji Köppena gmina położona jest w strefie BWk, czyli suchego i zimnego klimatu pustynnego, ze średnią roczną temperaturą wynoszącą poniżej 18 °C. Obszar charakteryzuje również duża liczba pochmurnych dni.

### Hydrografia
Na obszarze gminy, 3 km na północ od miasta Huasco, do Oceanu Spokojnego uchodzi rzeka Huasco. Przepływa tylko przez teren jednej prowincji- Huasco. Ma długość 230 km. Jej średni roczny przepływ wynosi 6,7 m³/s.

### Geomorfologia
Wybrzeże gminy Huasco jest silnie rozbudowane z licznymi zatoczkami i nadbudowaniami skalnymi – przylądkami, wśród nich:
- La punta de Lobos,
- La punta Blanca znajdujący się północ od plaży Playa Grande de Huasco,
- La punta Escorial, znany także jako La punta Puntilla, gdzie jest położona latarnia Faro Monumental de Huasco,
- La punta Larga, który znajduje się 50 m na zachód od mola Muelle Fiscal de Huasco,
- La punta Loros[8],
- La punta Mariposa w południowej części półwyspu Guacolda,
- trochę dalej na południe położone są przylądki La punta Huasco Sur i La punta Alcalde.

## Toponimia
Pochodzenie słowa Huasco nie jest do końca jasne. Historycy zgadzają się co do tego, że pochodzi z klasycznego języka keczua, czyli języka urzędowego imperium inkaskiego. Istnieje wiele wyrazów w tym języku, które posiadają sylaby huas i hua, jak Huahua, oznaczające dziecko. Sylaby te nie są typowe dla języków innych ludów zamieszkujących niegdyś ten teren.
Historycy twierdzą również, że teren nosi nazwę na cześć trzynastego władcy Inków Huáscara, panującego w latach 1527-1532. W języku keczua huascar oznacza złoty łańcuch. Słowo składa się z członów huas, co w keczua oznacza złoty i car – łańcuch.
Prawdopodobne jest jednak inne pochodzenie nazwy. Mogła ona powstać w wyniku skrzyżowania się języków keczua i mapudungun. Określenie uległoby modyfikacji w wyniku wpływu kultury Mapuczów, zamieszkujących tereny na południe od państwa Inków, kiedy to końcówka car przekształciła się w co. Sylaba co w języku mapudungun oznaczę wodę lub rzekę. W wolnym tłumaczeniu huasco oznaczałoby złotą rzekę.

## Miejscowości i sektory
W skład gminy wchodzi 18 jednostek. Huasco jest największym skupiskiem ludności w gminie (81%) i zarazem jedynym miastem położonym w jej granicach. Siedemnaście innych miejscowości to:

- Huasco Bajo,
- Canto de Agua,
- Carrizal Bajo,
- La Arena,
- El Pino,
- Los Pozos,
- La Cachina,
- Villa Guacolda,
- La Herradura,
- Caleta Angosta,
- Agua Patiño,
- Playa Las Gualtatas,
- Los Toyos,
- Caleta Punta de Lobos,
- Tres Playitas,
- Lo Castillo,
- Playa Blanca.

Ponadto, samo miasto podzielone jest na kilka sektorów (dzielnic), między innymi osiedla zabudowy jednorodzinnej, willowej i turystycznej: O’Higgins, Coopermin, Huasco II, Huasco III, Gabriela Mistral, Terrazas de Amancay.

## Demografia
Według danych opublikowanych przez Narodowy Instytut Statystyczny (INE) w 2012 gminę zamieszkiwało 9015 mieszkańców, w tym 4525 mężczyzn i 4490 kobiet. W porównaniu ze spisem z 2002 roku, kiedy to gminę zamieszkiwało 7 945, przyrost ludności wyniósł 13,47%.

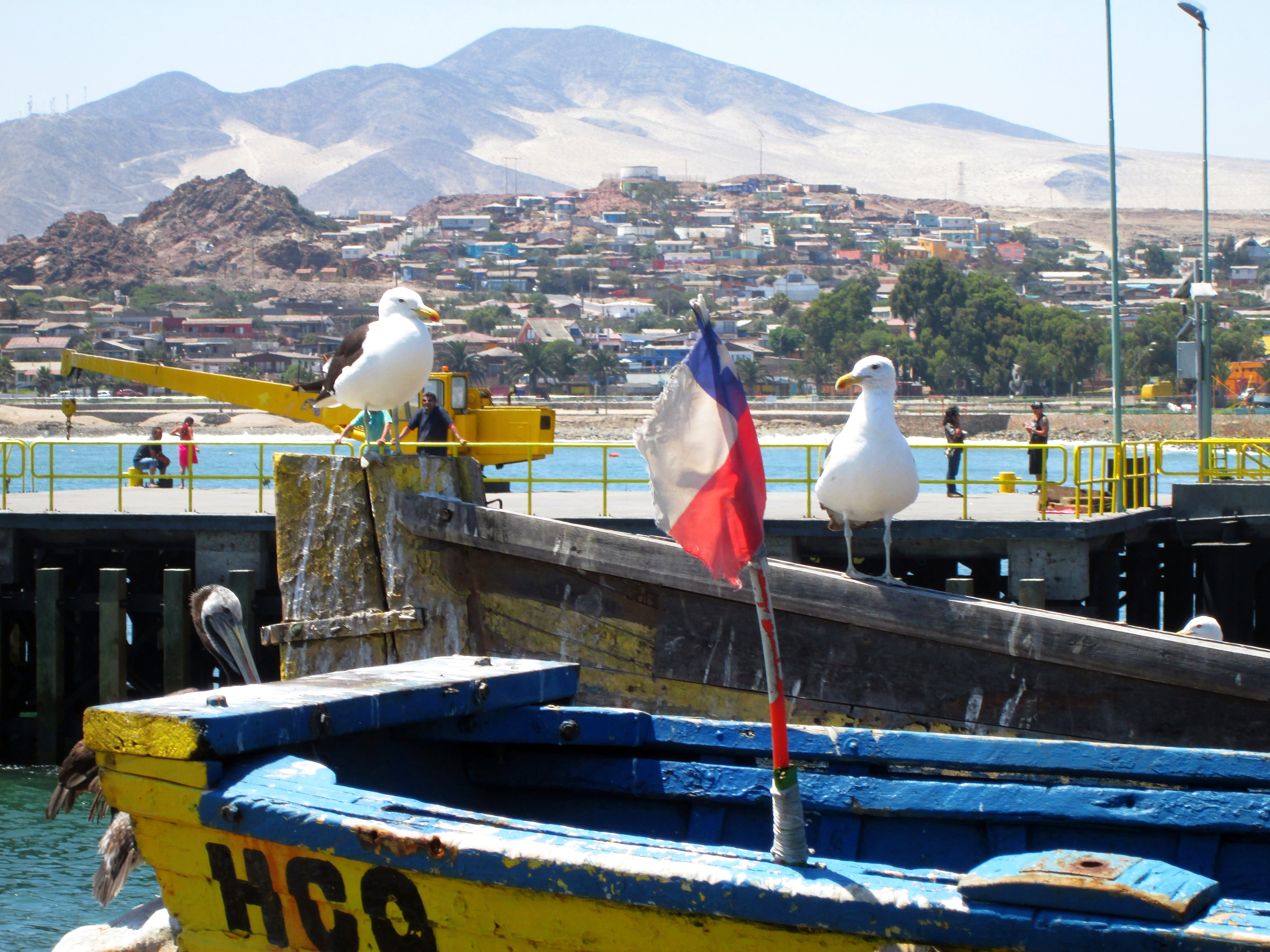
Molo Muelle Fiscal

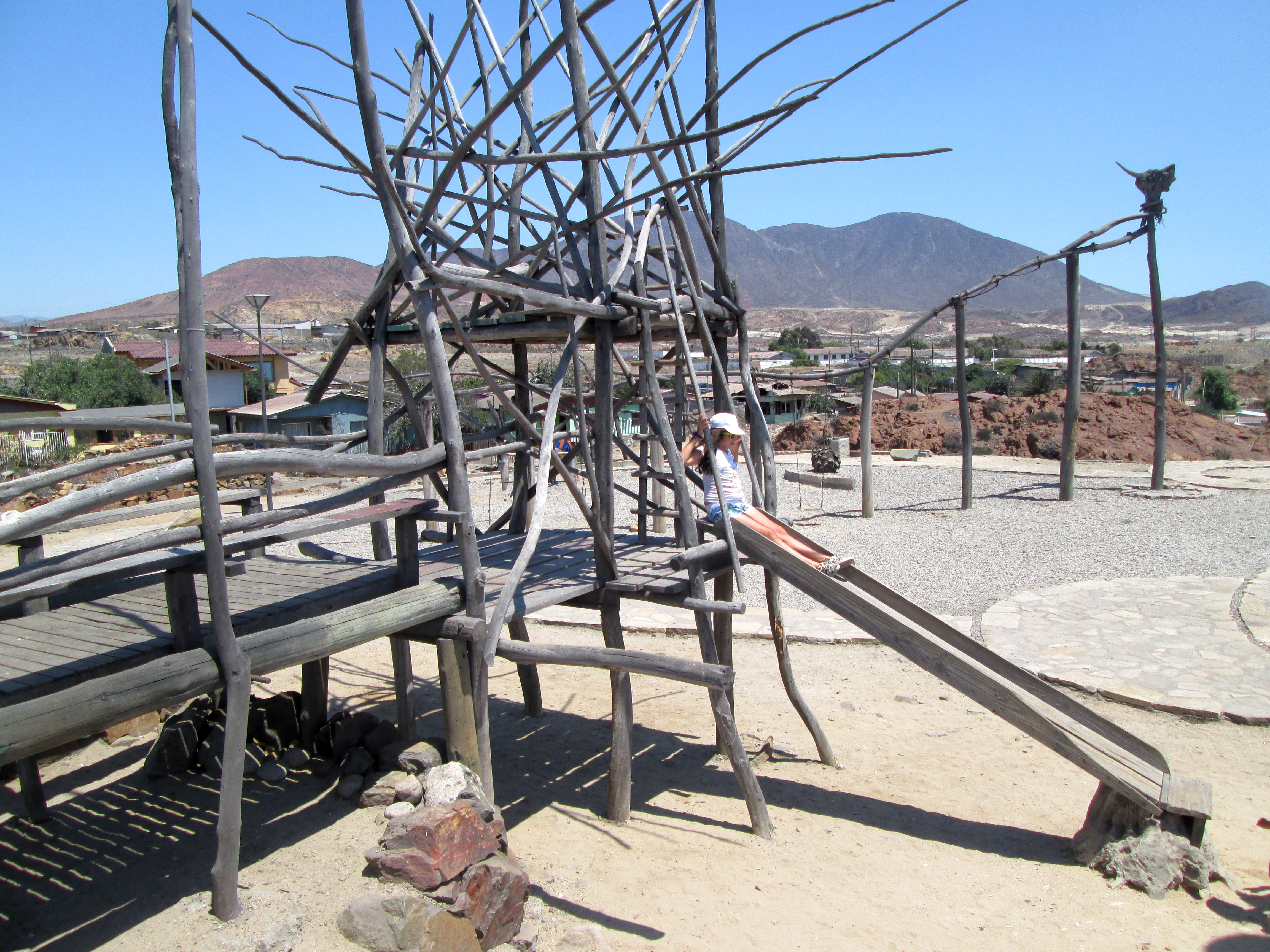
Park miejski San Francisco

W 2002 roku ludność gminy stanowiła 3,12% całej populacji regionu. 81,12% (6 445 mieszk.) osób zamieszkiwało jedyne miasto w gminie- Huasco, 18,88% (1 500 mieszk.) stanowiła ludność wiejska. Największą wsią była miejscowość Huasco Bajo, zamieszkana przez 776 osób (2002).
Struktura płci i jej zmiana na podstawie spisów z 2002 i 2012 roku:
| Rok  | Mężczyźni | Kobiety | Suma |
| 2002 | 3999      | 3946    | 7945 |
| 2012 | 4525      | 4490    | 9015 |

## Polityka

### Administracja gminna
Na czele gminy stoi burmistrz Rodrigo Sebastián Loyola Morenilla (PPD). Radę gminy stanowią: Carmen Orolinda Hidalgo Narrias (PPD), Rafael Ernesto Vega Peralta (PRSD), Juan Rolando Avalos Tapia (PPD), Patricia de Lourdes Dagnino Pizarro (RN), Pedro Segundo Rojas Miranda (PDC) i Juan Ernesto Valenzuela Valenzuela (PPD).

### Reprezentacja parlamentarna
Huasco należy do 6 okręgu wyborczego (wraz z gminami Caldera, Tierra Amarilla, Freirina, Vallenar i Alto del Carmen). W Izbie Deputowanych (La Cámara de Diputados de Chile) i w Kongresie Narodowym (Congreso Nacional de Chile) reprezentowane jest przez posłów: Yasna Provost Campillay (PDC) i Alberto Pantoja Robles (PRSD).

## Turystyka

### Plaże

#### Plaże miejskie
- Playa Chica – jedna z dwóch plaż miejskich Huasco. Przez problemy z pływami nie jest plażą uczęszczaną. Ma długość 200 metrów. Charakteryzuje się wyjątkowo bezwietrznym mikroklimatem.
- Playa Grande – duża plaża z białym piaskiem i spokojnymi wodami, idealna do uprawiania sportów wodnych. Niedaleko plaży znajduje się duży parking.

#### Plaże na terenach wiejskich
Poza Huasco, wzdłuż trasy C-470, łączącej miasto z Carrizal Bajo, istnieje wiele plaż, które cechują spokojne i ciepłe wody oraz lekka stromość. Główne plaże wiejskie w kolejności z południa na północ:
- Playa Blanca – położona 7 km na południe od Huasco z białym piaskiem i czystą wodą o turkusowym kolorze;
- Tres Playitas – są to trzy plaże położone 8 km na północ od Huasco. Pierwsza z nich charakteryzuje się prawie bezwietrznymi warunkami, co zwiększa uczucie ciepła. Plaża jest zagospodarowana i przeznaczona głównie do biwakowania. Są tu toalety, prysznice, oświetlenie publiczne, dyskoteka, parking, przechowalnie bagażów, boiska do gier zespołowych;
- Playa de las Hormiguitas – niewielka plaża o położona na północ od miasta;
- Playa de Las Monjas – plaża skalista;
- Playa Los Toyos – typowe kąpielisko, miejsca do wędkowania i uprawiania sportów wodnych. Znajduje się w miejscowości Los Toyos, która znajduje się 12 km na północ od Huasco Bajo. Posiada szeroki sektor domków letniskowych;
- Playa La Posita – plaża leżąca na terenie miejscowości Lo Castillo, która znajduje się na północ od Los Toyos;
- Playa Baratillo – szeroka, piaszczysta plaża, znajdująca się 15 km na północ od Huasco Bajo;
- Playa Pozuelo – mała, skalista plaża, ostoja skorupiaków;
- Playa Agua de Luna;
- Las Porotas;
- Caleta Punta de Lobos;
- Playa La Poza – plaża piaszczysta zarządzana przez Wspólnotę Ekologiczną św. Franciszka z Asyżu (Comunidad Ecológica San Francisco de Asís) z Vallenar;
- Caleta Angosta – plaża zabudowana chatami rybackimi, miejsce pozyskiwania glonów, głównie wielkomorszcza gruszkonośnego;
- Playa Blanca – obszar chroniony przez CONAF (Corporación Nacional Forestal), należący do Parku Narodowego Llanos de Challe;
- Playa Arellano;
- Playa Los Pozos;
- Playa Las Gualtatas;
- Playa La Herradura – plaża na południe od Carrizal Bajo, wylęgarnia ostryg;
- Playa Carrizal Bajo – plaża znajdująca się w miejscowości Carrizal Bajo.

### Architektura
Do głównych atrakcji architektonicznych gminy Huasco należą:
- Kościół parafialny pw. Świętego Piotra Apostoła. Budynek ma kształt dziobu łodzi, by w ten sposób okazać cześć miejscowym rybakom i oddać dawny, typowo rybacki charakter miejscowości. Budynek zaprojektowany został przez architekta Hugo Chacaltana i jego żonę Lucy Sims jako konstrukcja ze stali i betonu. Został otwarty w 1980 roku. Jego budowę sfinansowała katolicka wspólnota wiernych prowadzona przez pastora Ambou Manuela Montero (ojciec Manolo)[12]. Nowy kościół zastąpił stary z cegły i drewna, zaprojektowany i sfinansowany przez rodzinę Craig w 1890 roku[13].
- Latarnia Faro Monumental de Guasco. Budowla położona jest na przylądku Escorial. Została otwarta w sierpniu 1996 r. Ma kształt ośmiokąta. Mierzy 27 metrów wysokości. Została zbudowana z betonu z domieszką żelaza. Jej kopuła wykonana jest z miedzi pokrytej inhibitorem korozji i posiada żelazny pierścień.
- Paseo Avenida Costanera (lub po prostu Costanera). To promenada, biegnąca wzdłuż wybrzeża, która łączy molo el Muelle Fiscal z plażą la playa Grande. Została wybudowana w sierpniu 2004 roku w cenie 853416000 CLP.
- Edificio Ilustre Municipalidad de Huasco. Jest to budynek urzędu gminy. Jego konstrukcja przypomina statek. Budowa rozpoczęła się w listopadzie 2000 roku. Budowlę zaprojektowali Mario Altamirano i Juan Montoya. Uroczyste otwarcie miało miejsce 16 listopada 2001 roku.

## Edukacja

### Szkoły podstawowe
- Escuela Mireya Zuleta Astudillo (MIZUA) – szkoła podstawowa w centrum miasto Huasco. Została otworzona 4 kwietnia 1994 roku. Zajmuje się kształceniem uczniów na poziomie przedszkolnym i podstawowym[14].
- Escuela José Miguel Carrera – miejska szkoła podstawowa. Otwarcie miało miejsce 5 września 1979 roku. Położona jest w sektorze O’Higgins.
- English College – szkoła prywatna położona w sektorze Conchería.
- Escuela El Olivar – wiejska szkoła podstawowa w miejscowości Huasco Bajo. Została otworzona 26 sierpnia 1992 roku. Budynki szkoły pochodzą z roku 1833. W szkole odbywa się kształcenie przedszkolne i podstawowe.
- Escuela Pablo Neruda – wiejska szkoła podstawowa, znajdująca się w miejscowości Carrizal Bajo. Działa od 1981 roku.
- Escuela Moisés López Trujillo – wiejska szkoła podstawowa położona w miejscowości Canto de Agua. Otwarcie miało miejsce w 1992 roku.

## Kultura

### Muzyka
Do najważniejszych zespołów związanych z miastem Huasco można zaliczyć:
- Los Bestones – zespół rockowy założony w 2000 roku przez braci Simona i Moisésa López. Inspiracje czerpali z muzyki The Beatles, Pink Floyd, King Crimson, Yes i Sui Generis[15]. Początkowo grali wyłącznie covery zespołów Radiohead i Oasis. Wydali dwa autorskie albumy: Partir de Zero[16] z 2010 roku i Cantos de Vida y Esperanza z 2013 roku[17].
- Huaso Campos[18]
- Agualuna[18]

### Literatura
Pisarze związani z miastem:
- Oriel Ramírez Gutiérrez – poeta, naukowiec, aktor i piosenkarz (payador – piosenkarz związany z poezją śpiewaną). Urodził się w grudniu 1947 roku. Napisał: Canto Llanto (zbiór poezji, 2002) i El enigma del zapato perdido y otros misterios[19] (opowiadania, 2010). Wystawił sztukę teatralną Doble impacto (2007).
- Juan Soñador Rivera[20] – pisarz. Urodził się w 1971 roku w Huasco. Wydał cztery książki: Pintamonos Pintaletras (1994), Hojas de Olivo (2000), Sueño Azul, la Revolución Silenciosa (2011) i Callejón, Caminos y Recovecos (2013).